# هادی منافی
هادی منافی (۱۳۲۰ تبریز) پزشک و جراح ایرانی است. او دانش‌آموخته دانشگاه استانبول است. منافی در دولت‌های محمدعلی رجایی، محمدجواد باهنر و دولت اول میرحسین موسوی وزیر بهداری بود، اما وقتی موسوی او را برای دومین بار معرفی کرد، مجلس به او رأی اعتماد نداد. او همچنین در دولت دوم میرحسین موسوی و دولت اول و دوم هاشمی رفسنجانی معاون رئیس‌جمهور و رئیس سازمان حفاظت محیط زیست ایران بوده‌است.